# Постава (річка)
Постава — річка в Україні, у Тетіївському й Жашківському районах Київської й Черкаської областей. Ліва притока Гірського Тікичу (басейн Південного Бугу).

## Опис
Довжина річки 18 км, похил річки — 1,2 м/км. Формується з багатьох безіменних струмків та водойм. Площа басейну 136 км2.

## Розташування
Бере початок на південному заході від Дубини. Тече переважно на південний схід через Стадницю, Клюки й у Шуляках впадає у річку Гірський Тікич.
Річку перетинає автомобільна дорога Т 2403.

## Притоки
- Миколайчиків Яр (ліва).

## Галерея

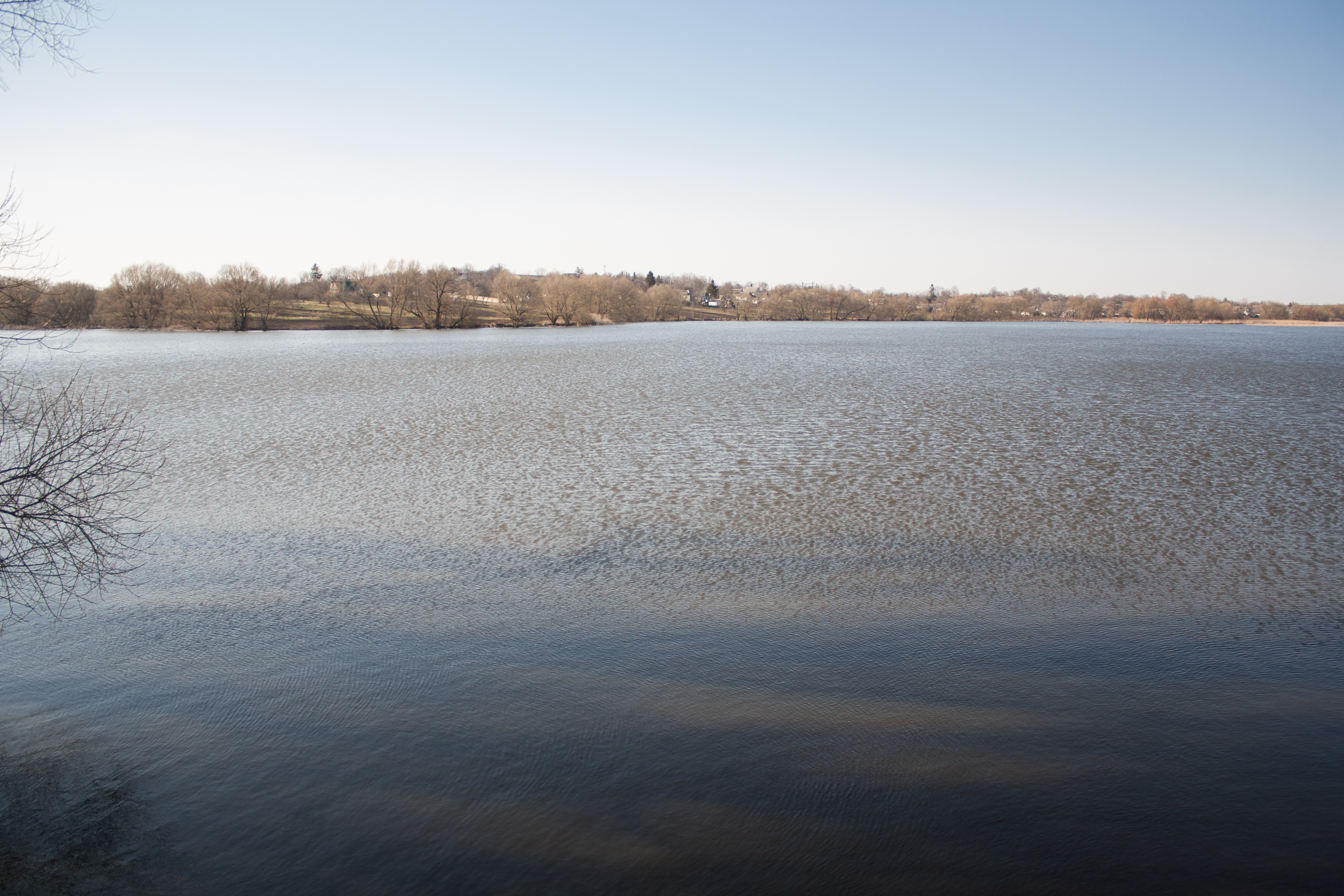
Ставок на річці в селі Стадниця
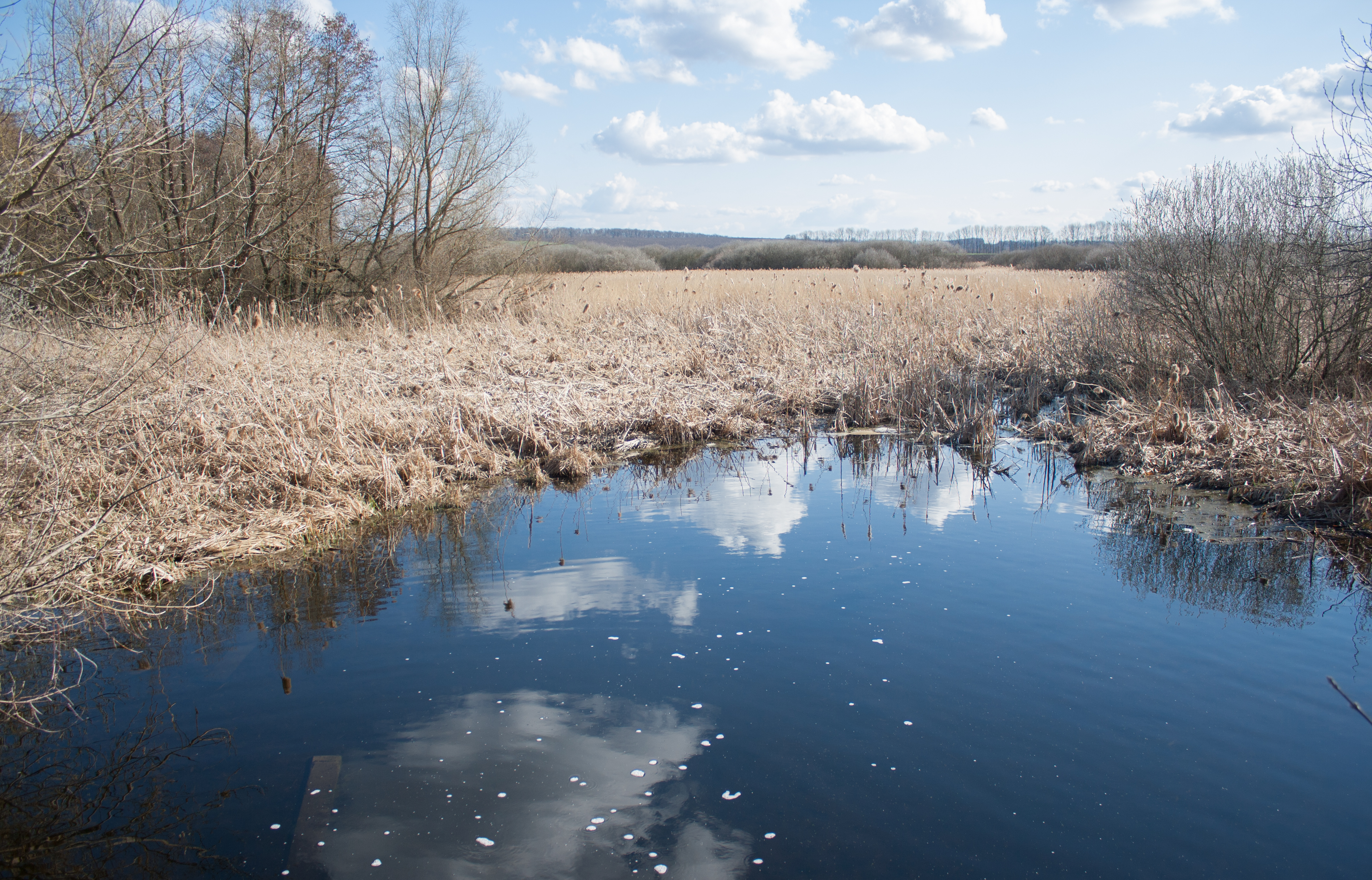
Річка на околиці села Шуляки